# 12 أمام (بشتكوه)
12 أمام (بالفارسية: شهرک 12 امام) هي منطقة سكنية تقع في إيران في Poshtkuh Rural District. يقدر عدد سكانها بـ 1,529 نسمة .